# Anger Management (TV-serie)
Anger Management var en amerikansk TV-serie från 2012. Första avsnittet sändes i TV-kanalen FX den 28 juni 2012. I Sveriges visades det första avsnittet den 27 augusti 2012 på TV6.  Serien är baserad på långfilmen Anger Management från 2003. I TV-serien spelar Charlie Sheen den roll som Jack Nicholson hade i filmen. Serien avslutades efter avsnitt 100 den 22 december 2014.  

## Handling
Den före detta professionelle basebollspelaren Charlie Goodson har sadlat om och blivit terapeut med specialitet att behandla människor som har problem med ilska. Han upptäcker dock att han själv emellanåt har problem med att behärska sitt humör, och börjar därför själv att gå i terapi hos sin kollega, vän och älskarinna Kate.

## Skådespelare (i urval)
- Charlie Sheen som Charlie Goodson
- Selma Blair som Dr. Kate Wales
- Shawnee Smith som Charlies ex-fru Jennifer
- Barry Corbin som Charlies patient Ed
- Martin Sheen (Charlie Sheens far i verkliga livet) som Charlies far Martin Goodson

## Kuriosa
Sheens karaktär i serien gör under seriens lopp många referenser till Sheens tidigare karaktär i Two and a half men, som vid ett tillfälle då Sheen har en skjorta som liknar Charlie Harpers men säger att den "håller inte längre", därefter kastar han den och säger "chuck it" , en referens till forne chefen Chuck Lorre.